# Temporada 2021 de la Liga Femenina de Básquetbol
La temporada 2021 de la Liga Femenina de Básquetbol fue la cuarta temporada de dicha competencia, que se volvió a disputar tras un año interrumpida producto de la pandemia de COVID-19. La temporada contó con dos torneos, el primero comenzó el 13 de febrero con cuatro encuentros y se disputó en formato burbuja con sede en Buenos Aires con diez equipos participantes. El campeón de ese torneo fue Deportivo Berazategui, que se proclamó al vencer en el Final Four.
El segundo torneo comenzó el 23 de octubre con nueve equipos, y en formato de semi burbujas. Algunos encuentros se disputaron en sedes fijas, no hubo reciprocidad de visita en los enfrentamientos.

## Primer torneo

### Equipos participantes
| Club                  | Ciudad                                   |
| --------------------- | ---------------------------------------- |
| Deportivo Berazategui | Berazategui, Buenos Aires                |
| Corrientes Básquet    | Corrientes, Corrientes                   |
| Asociación Española   | San Vicente, Buenos Aires                |
| Ferro Carril Oeste    | Ciudad de Buenos Aires                   |
| Los Indios de Moreno  | Moreno, Buenos Aires                     |
| Obras Basket          | Ciudad de Buenos Aires                   |
| Quimsa                | Santiago del Estero, Santiago del Estero |
| Tomás de Rocamora     | Concepción del Uruguay, Entre Ríos       |
| Unión Florida         | Florida, Buenos Aires                    |
| Vélez Sarsfield       | Ciudad de Buenos Aires                   |

### Formato de disputa
El torneo cuenta con tres etapas, la fase regular, el cuadrangular clasificatorio y el «Final Four». Durante la fase regular todos los equipos participantes se enfrentan entre sí una vez, totalizando cada equipo nueve partidos y con base en esos resultados se los ordena del primero al décimo. Aquellos equipos ubicados en las dos primeras posiciones clasifican al «Final Four» de manera automática, los cuatro siguientes, ubicados del tercero al sexto, clasifican al cuadrangular clasificatorio, los restantes dejan de participar.
Los cuatro clasificados al cuadrangular clasificatorio se enfrentan entre sí una vez los días 12, 13 y 14 de marzo y con base en esos resultados se determinan dos equipos más que clasifican al «Final Four».
Los cuatro clasificados al «Final Four» se enfrentan entre sí los días 19, 20 y 21 de marzo y el mejor de esta instancia es declarado campeón del torneo.

### Desarrollo del torneo

#### Primera fase
| Equipo | Equipo                            | PJ | PG | PP | Pts |
| ------ | --------------------------------- | -- | -- | -- | --- |
| 1.º    | Obras Basket                      | 9  | 8  | 1  | 17  |
| 2.º    | Deportivo Berazategui             | 9  | 7  | 2  | 16  |
| 3.º    | Tomás de Rocamora                 | 9  | 7  | 2  | 16  |
| 4.º    | Vélez Sarsfield                   | 9  | 6  | 3  | 15  |
| 5.º    | Quimsa                            | 9  | 5  | 4  | 14  |
| 6.º    | Unión Florida                     | 9  | 5  | 4  | 14  |
| 7.º    | Los Indios de Moreno              | 9  | 3  | 6  | 12  |
| 8.º    | Ferro (Buenos Aires)              | 9  | 3  | 6  | 12  |
| 9.º    | Corrientes Básquet                | 9  | 1  | 8  | 10  |
| 10.º   | Asociación Española (San Vicente) | 9  | 0  | 9  | 9   |

|  |                                              |
|  | Clasificados al Final four.                  |
|  | Clasificados al cuadrangular clasificatorio. |

| Ferro (BA)            | 70-83 | Los Indios de Moreno     | Obras Sanitarias | 13 de febrero | 14:00 |
| Deportivo Berazategui | 77-33 | Asociación Española (SV) | Obras Sanitarias | 13 de febrero | 16:30 |
| Obras Basket          | 75-80 | Tomás de Rocamora        | Obras Sanitarias | 13 de febrero | 19:00 |
| Unión Florida         | 77-69 | Corrientes Básquet       | Obras Sanitarias | 13 de febrero | 21:30 |
| Quimsa                | 79-80 | Vélez Sarsfield          | Obras Sanitarias | 18 de febrero | 16:30 |

| Vélez Sarsfield          | 68-57 | Ferro (BA)            | Víctor Barba     | 14 de febrero | 11:00 |
| Los Indios de Moreno     | 59-75 | Obras Basket          | Víctor Barba     | 14 de febrero | 16:30 |
| Corrientes Básquet       | 49-69 | Deportivo Berazategui | Víctor Barba     | 14 de febrero | 19:00 |
| Tomás de Rocamora        | 81-74 | Unión Florida         | Víctor Barba     | 14 de febrero | 21:30 |
| Asociación Española (SV) | 52-95 | Quimsa                | Obras Sanitarias | 23 de febrero | 19:00 |

| Ferro (BA)            | 72-51 | Asociación Española (SV) | Héctor Etchart | 20 de febrero | 11:00 |
| Vélez Sarsfield       | 64-60 | Los Indios de Moreno     | Héctor Etchart | 20 de febrero | 14:00 |
| Deportivo Berazategui | 55-36 | Tomás de Rocamora        | Héctor Etchart | 20 de febrero | 16:30 |
| Unión Florida         | 67-77 | Obras Basket             | Héctor Etchart | 20 de febrero | 19:00 |
| Quimsa                | 82-61 | Corrientes Básquet       | Héctor Etchart | 20 de febrero | 21:30 |

| Asociación Española (SV) | 53-90 | Vélez Sarsfield       | Héctor Etchart | 21 de febrero | 11:00 |
| Los Indios de Moreno     | 64-77 | Unión Florida         | Héctor Etchart | 21 de febrero | 14:00 |
| Tomás de Rocamora        | 57-83 | Quimsa                | Héctor Etchart | 21 de febrero | 16:30 |
| Obras Basket             | 69-66 | Deportivo Berazategui | Héctor Etchart | 21 de febrero | 19:00 |
| Corrientes Básquet       | 55-63 | Ferro (BA)            | Héctor Etchart | 21 de febrero | 21:30 |

| Ferro (BA)               | 57-65 | Tomás de Rocamora    | Héctor Etchart   | 27 de febrero | 14:00 |
| Deportivo Berazategui    | 40-52 | Unión Florida        | Héctor Etchart   | 27 de febrero | 16:30 |
| Asociación Española (SV) | 58-62 | Los Indios de Moreno | Obras Sanitarias | 27 de febrero | 19:00 |
| Vélez Sarsfield          | 60-56 | Corrientes Básquet   | Obras Sanitarias | 27 de febrero | 21:30 |
| Quimsa                   | 60-68 | Obras Basket         | Obras Sanitarias | 2 de marzo    | 19:00 |

| Obras Basket         | 85-66 | Ferro (BA)               | Obras Sanitarias | 28 de febrero | 14:00 |
| Los Indios de Moreno | 58-86 | Deportivo Berazategui    | Obras Sanitarias | 28 de febrero | 16:30 |
| Corrientes Básquet   | 84-55 | Asociación Española (SV) | Obras Sanitarias | 28 de febrero | 19:00 |
| Tomás de Rocamora    | 61-44 | Vélez Sarsfield          | Obras Sanitarias | 28 de febrero | 21:30 |
| Unión Florida        | 55-68 | Quimsa                   | Héctor Etchart   | 4 de marzo    | 19:00 |

| Vélez Sarsfield          | 63-73 | Obras Basket          | Víctor Barba   | 6 de marzo | 11:00 |
| Asociación Española (SV) | 52-72 | Tomás de Rocamora     | Héctor Etchart | 6 de marzo | 14:00 |
| Corrientes Básquet       | 64-69 | Los Indios de Moreno  | Héctor Etchart | 6 de marzo | 16:30 |
| Ferro (BA)               | 52-71 | Unión Florida         | Héctor Etchart | 6 de marzo | 19:00 |
| Quimsa                   | 68-73 | Deportivo Berazategui | Héctor Etchart | 6 de marzo | 21:30 |

| Tomás de Rocamora     | 83-82 | Corrientes Básquet       | Héctor Etchart | 7 de marzo | 11:00 |
| Unión Florida         | 47-53 | Vélez Sarsfield          | Héctor Etchart | 7 de marzo | 14:00 |
| Los Indios de Moreno  | 55-79 | Quimsa                   | Héctor Etchart | 7 de marzo | 16:30 |
| Deportivo Berazategui | 73-49 | Ferro (BA)               | Héctor Etchart | 7 de marzo | 19:00 |
| Obras Basket          | 70-39 | Asociación Española (SV) | Héctor Etchart | 7 de marzo | 21:30 |

| Tomás de Rocamora        | 60-55 | Los Indios de Moreno  | Héctor Etchart | 5 de marzo | 16:30 |
| Ferro (BA)               | 73-69 | Quimsa                | Héctor Etchart | 8 de marzo | 14:00 |
| Corrientes Básquet       | 74-78 | Obras Basket          | Víctor Barba   | 8 de marzo | 14:00 |
| Asociación Española (SV) | 61-68 | Unión Florida         | Víctor Barba   | 8 de marzo | 19:00 |
| Vélez Sarsfield          | 62-77 | Deportivo Berazategui | Víctor Barba   | 8 de marzo | 21:30 |

#### Cuadrangular clasificatorio
| Equipo | Equipo            | PJ | PG | PP | Pts |
| ------ | ----------------- | -- | -- | -- | --- |
| 1.º    | Quimsa            | 3  | 2  | 1  | 5   |
| 2.º    | Tomás de Rocamora | 3  | 2  | 1  | 5   |
| 3.º    | Vélez Sarsfield   | 3  | 1  | 2  | 4   |
| 4.º    | Unión Florida     | 3  | 1  | 2  | 4   |

|  |                             |
|  | Clasificados al Final four. |

| Vélez Sarsfield   | 48-59 | Quimsa            | Obras Sanitarias | 12 de marzo | 16:30 |
| Tomás de Rocamora | 83-76 | Unión Florida     | Obras Sanitarias | 12 de marzo | 19:00 |
| Unión Florida     | 60-64 | Vélez Sarsfield   | Obras Sanitarias | 13 de marzo | 16:30 |
| Quimsa            | 74-64 | Tomás de Rocamora | Obras Sanitarias | 13 de marzo | 19:00 |
| Quimsa            | 60-70 | Unión Florida     | Obras Sanitarias | 14 de marzo | 16:30 |
| Tomás de Rocamora | 71-64 | Vélez Sarsfield   | Obras Sanitarias | 14 de marzo | 19:00 |

#### Final Four
| Equipo | Equipo                | PJ | PG | PP | Pts |
| ------ | --------------------- | -- | -- | -- | --- |
| 1.º    | Deportivo Berazategui | 3  | 6  | 0  | 6   |
| 2.º    | Quimsa                | 3  | 2  | 1  | 5   |
| 3.º    | Tomás de Rocamora     | 3  | 1  | 2  | 4   |
| 4.º    | Obras Basket          | 3  | 0  | 3  | 3   |

|     |          |
| (C) | Campeón. |

| Obras Basket          | 69-75 | Tomás de Rocamora     | Obras Sanitarias | 19 de marzo | 19:00 |
| Deportivo Berazategui | 76-71 | Quimsa                | Obras Sanitarias | 19 de marzo | 21:30 |
| Tomás de Rocamora     | 70-81 | Quimsa                | Obras Sanitarias | 20 de marzo | 19:00 |
| Deportivo Berazategui | 74-65 | Obras Basket          | Obras Sanitarias | 20 de marzo | 21:30 |
| Quimsa                | 77-65 | Obras Basket          | Obras Sanitarias | 21 de marzo | 19:00 |
| Tomás de Rocamora     | 57-64 | Deportivo Berazategui | Obras Sanitarias | 21 de marzo | 21:30 |

## Segundo torneo

### Equipos participantes
| Club                  | Ciudad                                         |
| --------------------- | ---------------------------------------------- |
| Deportivo Berazategui | Berazategui, Buenos Aires                      |
| Corrientes Básquet    | Corrientes, Corrientes                         |
| Ferro Carril Oeste    | Ciudad de Buenos Aires                         |
| Los Indios de Moreno  | Moreno, Buenos Aires                           |
| Obras Basket          | Ciudad de Buenos Aires                         |
| Quimsa                | Santiago del Estero, Santiago del Estero       |
| Tomás de Rocamora     | Concepción del Uruguay, Entre Ríos             |
| Unión Florida         | Florida, Buenos Aires                          |
| Catamarca Básquet     | San Fernando del Valle de Catamarca, Catamarca |

### Formato de disputa
El torneo cuenta con dos etapas, la fase regular, y los «play-offs». Durante la fase regular todos los equipos participantes se enfrentan entre sí una vez, totalizando cada equipo ocho partidos y con base en esos resultados se los ordena del primero al noveno. Los ocho mejores equipos acceden a la siguiente fase.
En los play-offs se enfrentan el 1.° contra el 8.°, 2.° contra 7.°, 3.° contra 6.°, 4 contra 5.° al mejor de dos partidos, los cuatro vencedores nuevamente se enfrentan al mejor de dos encuentros. Los ganadores de la segunda eliminatoria disputan la final a partido único. El ganador de la final se proclama campeón del segundo torneo.

### Desarrollo del torneo

#### Primera fase
| Equipo | Equipo                | PJ | PG | PP | Pts |
| ------ | --------------------- | -- | -- | -- | --- |
| 1.º    | Deportivo Berazategui | 8  | 8  | 0  | 16  |
| 2.º    | Obras Basket          | 8  | 6  | 2  | 14  |
| 3.º    | Unión Florida         | 8  | 6  | 2  | 14  |
| 4.º    | Los Indios de Moreno  | 8  | 4  | 4  | 12  |
| 5.º    | Tomás de Rocamora     | 8  | 4  | 4  | 12  |
| 6.º    | Corrientes Básquet    | 8  | 3  | 5  | 11  |
| 7.º    | Ferro (Buenos Aires)  | 8  | 2  | 6  | 10  |
| 8.º    | Quimsa                | 8  | 2  | 6  | 10  |
| 9.º    | Catamarca Basket      | 8  | 1  | 7  | 9   |

|  |                               |
|  | Clasificados a los play-offs. |

| Corrientes Básquet          | 62-55 | Tomás de Rocamora | Héctor Etchart | 23 de octubre | 14:00 |
| Obras Basket                | 76-39 | Catamarca Basket  | Héctor Etchart | 23 de octubre | 16:30 |
| Deportivo Berazategui       | 80-53 | Quimsa            | Héctor Etchart | 23 de octubre | 19:00 |
| Unión Florida               | 53-49 | Ferro (BA)        | Héctor Etchart | 23 de octubre | 21:30 |
| Libre: Los Indios de Moreno |       |                   |                |               |       |

| Catamarca Basket    | 36-79 | Deportivo Berazategui | Héctor Etchart | 24 de octubre | 14:00 |
| Tomás de Rocamora   | 56-82 | Unión Florida         | Héctor Etchart | 24 de octubre | 16:30 |
| Quimsa              | 56-55 | Los Indios de Moreno  | Héctor Etchart | 24 de octubre | 19:00 |
| Corrientes Básquet  | 46-54 | Ferro (BA)            | Héctor Etchart | 24 de octubre | 21:30 |
| Libre: Obras Basket |       |                       |                |               |       |

| Deportivo Berazategui | 58-46 | Obras Basket  | Obras Sanitarias | 26 de octubre | 19:00 |
| Los Indios de Moreno  | 38-63 | Unión Florida | Obras Sanitarias | 26 de octubre | 21:00 |

| Obras Basket          | 83-57 | Los Indios de Moreno  | Antonio Rotili         | 30 de octubre  | 19:00 |
| Los Indios de Moreno  | 60-82 | Deportivo Berazategui | Obras Sanitarias       | 1 de noviembre | 19:00 |
| Quimsa                | 44-51 | Tomás de Rocamora     | Julio César Pacagnella | 1 de noviembre | 21:30 |
| Deportivo Berazategui | 86-47 | Ferro (BA)            | Héctor Etchart         | 2 de noviembre | 19:00 |
| Quimsa                | 36-67 | Ferro (BA)            | Héctor Etchart         | 3 de noviembre | 21:30 |

| Corrientes Básquet    | 51-54 | Los Indios de Moreno | Héctor Etchart   | 6 de noviembre | 16:30 |
| Obras Basket          | 69-64 | Unión Florida        | Héctor Etchart   | 6 de noviembre | 19:00 |
| Catamarca Basket      | 48-61 | Tomás de Rocamora    | Héctor Etchart   | 6 de noviembre | 21:30 |
| Unión Florida         | 60-58 | Corrientes Básquet   | Héctor Etchart   | 7 de noviembre | 16:30 |
| Tomás de Rocamora     | 58-54 | Obras Basket         | Héctor Etchart   | 7 de noviembre | 19:00 |
| Catamarca Basket      | 42-77 | Los Indios de Moreno | Héctor Etchart   | 7 de noviembre | 21:30 |
| Obras Basket          | 60-50 | Ferro (BA)           | Obras Sanitarias | 9 de noviembre | 19:00 |
| Deportivo Berazategui | 62-57 | Unión Florida        | Obras Sanitarias | 9 de noviembre | 21:30 |

| Quimsa             | 48-77 | Corrientes Básquet | José Jorge Contte | 11 de noviembre | 21:30 |
| Catamarca Basket   | 63-78 | Quimsa             | José Jorge Contte | 12 de noviembre | 21:30 |
| Tomás de Rocamora  | 64-57 | Ferro (BA)         | Héctor Etchart    | 13 de noviembre | 14:00 |
| Corrientes Básquet | 85-67 | Catamarca Basket   | José Jorge Contte | 13 de noviembre | 18:45 |

| Los Indios de Moreno | 64-53 | Ferro (BA)            | Obras Sanitarias | 16 de noviembre | 19:00 |
| Ferro (BA)           | 56-58 | Catamarca Básquet     | Héctor Etchart   | 19 de noviembre | 21:00 |
| Corrientes Basket    | 56-72 | Deportivo Berazategui | Héctor Etchart   | 20 de noviembre | 14:00 |
| Los Indios de Moreno | 69-67 | Tomás de Rocamora     | Héctor Etchart   | 20 de noviembre | 16:30 |
| Catamarca Basket     | 62-74 | Unión Florida         | Héctor Etchart   | 20 de noviembre | 19:00 |
| Obras Basket         | 68-57 | Corrientes Basket     | Héctor Etchart   | 21 de noviembre | 11:00 |
| Tomás de Rocamora    | 56-80 | Deportivo Berazategui | Héctor Etchart   | 21 de noviembre | 14:00 |
| Unión Florida        | 55-50 | Quimsa                | Héctor Etchart   | 21 de noviembre | 19:00 |
| Quimsa               | 34-66 | Obras Basket          | Héctor Etchart   | 22 de noviembre | 19:00 |

### Play-offs
|  | Cuartos de final | Cuartos de final      | Cuartos de final | Cuartos de final   |    |     | Semifinales           | Semifinales | Semifinales | Semifinales |  |     | Final                 | Final | Final |  |
|  |                  |                       |                  |                    |    |     |                       |             |             |             |  |     |                       |       |       |  |
|  |                  |                       |                  |                    |    |     |                       |             |             |             |  |     |                       |       |       |  |
|  | 1.°              | Deportivo Berazategui | 69               | 84                 |    |     |                       |             |             |             |  |     |                       |       |       |  |
|  | 1.°              | Deportivo Berazategui | 69               | 84                 |    |     |                       |             |             |             |  |     |                       |       |       |  |
|  | 8.°              | Quimsa                | 60               | 52                 |    |     |                       |             |             |             |  |     |                       |       |       |  |
|  | 8.°              | Quimsa                | 60               | 52                 |    | 1.° | Deportivo Berazategui | 54          | 89          |             |  |     |                       |       |       |  |
|  |                  |                       |                  |                    |    | 1.° | Deportivo Berazategui | 54          | 89          |             |  |     |                       |       |       |  |
|  |                  |                       | 5.°              | Tomás de Rocamora  | 47 | 70  |                       |             |             |             |  |     |                       |       |       |  |
|  | 4.°              | Los Indios de Moreno  | 5.°              | Tomás de Rocamora  | 47 | 70  | 49                    | 45          |             |             |  |     |                       |       |       |  |
|  | 4.°              | Los Indios de Moreno  |                  |                    |    |     |                       |             |             |             |  |     |                       |       |       |  |
|  | 5.°              | Tomás de Rocamora     | 63               | 56                 |    |     |                       |             |             |             |  |     |                       |       |       |  |
|  | 5.°              | Tomás de Rocamora     | 63               | 56                 |    |     |                       |             |             |             |  | 1.° | Deportivo Berazategui | 65    |       |  |
|  |                  |                       |                  |                    |    |     |                       |             |             |             |  | 1.° | Deportivo Berazategui | 65    |       |  |
|  |                  |                       | 6.°              | Corrientes Básquet | 57 |     |                       |             |             |             |  |     |                       |       |       |  |
|  | 2.°              | Obras Basket          | 6.°              | Corrientes Básquet | 57 | 58  | 77                    |             |             |             |  |     |                       |       |       |  |
|  | 2.°              | Obras Basket          |                  |                    |    |     |                       |             |             |             |  |     |                       |       |       |  |
|  | 7.°              | Ferro (BA)            | 47               | 74                 |    |     |                       |             |             |             |  |     |                       |       |       |  |
|  | 7.°              | Ferro (BA)            | 47               | 74                 |    | 2.° | Obras Basket          | 80          | 56          |             |  |     |                       |       |       |  |
|  |                  |                       |                  |                    |    | 2.° | Obras Basket          | 80          | 56          |             |  |     |                       |       |       |  |
|  |                  |                       | 6.°              | Corrientes Básquet | 74 | 76  |                       |             |             |             |  |     |                       |       |       |  |
|  | 3.°              | Unión Florida         | 6.°              | Corrientes Básquet | 74 | 76  | 60                    | 61          |             |             |  |     |                       |       |       |  |
|  | 3.°              | Unión Florida         |                  |                    |    |     |                       |             |             |             |  |     |                       |       |       |  |
|  | 6.°              | Corrientes Básquet    | 58               | 64                 |    |     |                       |             |             |             |  |     |                       |       |       |  |
|  | 6.°              | Corrientes Básquet    | 58               | 64                 |    |     |                       |             |             |             |  |     |                       |       |       |  |
|  |                  |                       |                  |                    |    |     |                       |             |             |             |  |     |                       |       |       |  |

#### Cuartos de final
Deportivo Berazategui - Quimsa
| 8 de diciembre, 19:00 | Deportivo Berazategui                                                      | 69–60                | Quimsa                                                         | Buenos Aires                                   |  |  |
|                       | Parciales: 16-10, 24-15, 17-20, 12-15                                      |                      |                                                                |                                                |  |  |
|                       | Estadísticas Candela Gentinetta 21 Candela Gentinetta 10 Candela Foresto 6 | Reporte Pts Reb Asts | Estadísticas 22 Lucia Bogetti 7 Lucia Bogetti 4 Andrea Ledesma | Pabellón: Estadio Héctor Etchart Árbitros: * * |  |  |
| Global: 69-60         |                                                                            |                      |                                                                |                                                |  |  |
|                       |                                                                            |                      |                                                                |                                                |  |  |

| 9 de diciembre, 17:00 | Quimsa                                                           | 52–84                | Deportivo Berazategui                                                        | Buenos Aires                                   |  |  |
|                       | Parciales: 14-17, 18-23, 14-22, 6-22                             |                      |                                                                              |                                                |  |  |
|                       | Estadísticas Lorena Campos 18 Andrea Ledesma 10 Andrea Ledesma 4 | Reporte Pts Reb Asts | Estadísticas 17 Florencia Fernández 12 Florencia Fernández 5 Candela Foresto | Pabellón: Estadio Héctor Etchart Árbitros: * * |  |  |
| Global: 112-153       |                                                                  |                      |                                                                              |                                                |  |  |
|                       |                                                                  |                      |                                                                              |                                                |  |  |

Obras Basket - Ferro (Buenos Aires)
| 8 de diciembre | Obras Basket                                                            | 58–47                | Ferro (BA)                                                     | Buenos Aires                                   |  |  |
|                | Parciales: 19-12, 18-13, 10-15, 11-7                                    |                      |                                                                |                                                |  |  |
|                | Estadísticas Belén Echeverría 17 Belén Echeverría 13 Belén Echeverría 5 | Reporte Pts Reb Asts | Estadísticas 19 Camila Peri 13 Georgina Buzzetti 2 Camila Peri | Pabellón: Estadio Héctor Etchart Árbitros: * * |  |  |
| Global: 58-47  |                                                                         |                      |                                                                |                                                |  |  |
|                |                                                                         |                      |                                                                |                                                |  |  |

| 9 de diciembre, 21:00 | Ferro (BA)                                                       | 74–77                | Obras Basket                                                        | Buenos Aires                                   |  |  |
|                       | Parciales: 11-21, 21-28, 19-14, 23-14                            |                      |                                                                     |                                                |  |  |
|                       | Estadísticas Guillermina Coz 21 Camila Peri 13 Guillermina Coz 2 | Reporte Pts Reb Asts | Estadísticas 28 Belén Echeverría 8 Belén Echeverría 6 Camila Suárez | Pabellón: Estadio Héctor Etchart Árbitros: * * |  |  |
| Global: 121-135       |                                                                  |                      |                                                                     |                                                |  |  |
|                       |                                                                  |                      |                                                                     |                                                |  |  |

Unión Florida - Corrientes Básquet
| 28 de noviembre, 21:00 | Unión Florida                                                  | 60–58                | Corrientes Básquet                                                    | Florida |  |  |
|                        | Parciales: 16-10, 15-12, 13-12, 16-24                          |                      |                                                                       | |  |  |
|                        | Estadísticas Carla Miculka 20 Carla Miculka 21 Romina Touzon 2 | Reporte Pts Reb Asts | Estadísticas 15 Adriana Murphy 10 Mayra Leiva Roux 2 Mayra Leiva Roux | Pabellón: Microestadio Ciudad de Vicente López Árbitros: * Virginia Peruchini * Melisa Gauna * María Fernanda Olivieri |  |  |
| Global: 60-58          |                                                                |                      |                                                                       | |  |  |
|                        |                                                                |                      |                                                                       | |  |  |

| 29 de noviembre, 21:00 | Unión Florida | 61–64   | Corrientes Básquet | Buenos Aires                                                                             |  |  |
|                        |               |         |                    |                                                                                          |  |  |
|                        |               | Reporte |                    | Pabellón: El Templo del Rock Árbitros: * Florencia Benzer * Carla Domingo * Erica Diorsi |  |  |
| Global: 121-122        |               |         |                    |                                                                                          |  |  |
|                        |               |         |                    |                                                                                          |  |  |

Los Indios de Moreno - Tomás de Rocamora
| 10 de diciembre, 21:00 | Los Indios de Moreno                                                | 49–63                | Tomás de Rocamora                                                      | Buenos Aires                                   |  |  |
|                        | Parciales: 7-10, 10-21, 20-15, 12-17                                |                      |                                                                        |                                                |  |  |
|                        | Estadísticas Micaela González 15 Jacqueline Soto 10 Sofía Acevedo 2 | Reporte Pts Reb Asts | Estadísticas 19 Valeria Fernández 16 Sabrina Scevola 5 Sabrina Scevola | Pabellón: Estadio Héctor Etchart Árbitros: * * |  |  |
| Global: 49-63          |                                                                     |                      |                                                                        |                                                |  |  |
|                        |                                                                     |                      |                                                                        |                                                |  |  |

| 11 de diciembre, 21:00 | Tomás de Rocamora                                                         | 56–45                | Los Indios de Moreno                                             | Buenos Aires                                   |  |  |
|                        | Parciales: 11-10, 14-14, 15-9, 16-12                                      |                      |                                                                  |                                                |  |  |
|                        | Estadísticas Valeria Fernández 11 Sabrina Scevola 13 Antonella González 6 | Reporte Pts Reb Asts | Estadísticas 11 Sofía Acevedo 10 Jacqueline Soto 2 Sofía Acevedo | Pabellón: Estadio Héctor Etchart Árbitros: * * |  |  |
| Global: 119-94         |                                                                           |                      |                                                                  |                                                |  |  |
|                        |                                                                           |                      |                                                                  |                                                |  |  |

#### Semifinales
Deportivo Berazategui - Tomás de Rocamora
| 14 de diciembre, 20:30 | Deportivo Berazategui                                                       | 54–47                | Tomás de Rocamora                                                       | Lanús                                          |  |  |
|                        | Parciales: 17-7, 6-11, 13-16, 18-13                                         |                      |                                                                         |                                                |  |  |
|                        | Estadísticas Agustina Jourdheuil 13 Agustina Jourdheuil 9 Candela Foresto 3 | Reporte Pts Reb Asts | Estadísticas 14 Valeria Fernández 11 Valeria Fernández 3 Irina Figueroa | Pabellón: Estadio Antonio Rotili Árbitros: * * |  |  |
| Global: 54-47          |                                                                             |                      |                                                                         |                                                |  |  |
|                        |                                                                             |                      |                                                                         |                                                |  |  |

| 15 de diciembre, 18:00 | Tomás de Rocamora                                                       | 70–89                | Deportivo Berazategui                                                      | Lanús                                          |  |  |
|                        | Parciales: 15-17, 15-22, 19-22, 21-28                                   |                      |                                                                            |                                                |  |  |
|                        | Estadísticas Valeria Fernández 23 Sabrina Scevola 9 Valeria Fernández 5 | Reporte Pts Reb Asts | Estadísticas 18 Celeste Cabañez 9 Florencia Fernández 4 Candela Gentinetta | Pabellón: Estadio Antonio Rotili Árbitros: * * |  |  |
| Global: 143-117        |                                                                         |                      |                                                                            |                                                |  |  |
|                        |                                                                         |                      |                                                                            |                                                |  |  |

Obras Basket - Corrientes Básquet
| 14 de diciembre, 18:00 | Obras Basket                                                         | 80–74                | Corrientes Básquet                                                  | Lanús                                          |  |  |
|                        | Parciales: 18-20, 21-6, 22-24, 19-24                                 |                      |                                                                     |                                                |  |  |
|                        | Estadísticas Belén Echeverría 23 Belén Echeverría 11 Camila Suárez 8 | Reporte Pts Reb Asts | Estadísticas 23 Mayra Leiva Roux 11 Mayra Leiva Roux 5 Julieta Tell | Pabellón: Estadio Antonio Rotili Árbitros: * * |  |  |
| Global: 80-74          |                                                                      |                      |                                                                     |                                                |  |  |
|                        |                                                                      |                      |                                                                     |                                                |  |  |

| 15 de diciembre, 20:30 | Corrientes Básquet                                                  | 76–56                | Obras Basket                                                        | Lanús                                          |  |  |
|                        | Parciales: 21-21, 18-13, 24-11, 13-11                               |                      |                                                                     |                                                |  |  |
|                        | Estadísticas Mayra Leiva Roux 22 Mayra Leiva Roux 18 Julieta Tell 3 | Reporte Pts Reb Asts | Estadísticas 17 Camila Suárez 11 Belén Echeverría 3 Maribel Barzola | Pabellón: Estadio Antonio Rotili Árbitros: * * |  |  |
| Global:                |                                                                     |                      |                                                                     |                                                |  |  |
|                        |                                                                     |                      |                                                                     |                                                |  |  |

#### Final
Deportivo Berazategui - Corrientes Básquet
| 19 de diciembre, 15:30 | Deportivo Berazategui                                                       | 65–57                | Corrientes Básquet                                                   | Buenos Aires                                                                                       |  |
|                        | Parciales: 11-13, 20-12, 15-12, 19-20                                       |                      |                                                                      | |  |
|                        | Estadísticas Agustina Jourdheuil 18 Agustina Jourdheuil 7 Candela Foresto 2 | Reporte Pts Reb Asts | Estadísticas 18 Mayra Leiva Roux 13 Mayra Leiva Roux 3 Sofía Cabrera | Pabellón: Estadio Obras Sanitarias Árbitros: * Virginia Peruchini * Micaela Prado * Romina Morales |  |